# Kostel Nanebevzetí Panny Marie (Chomutov)

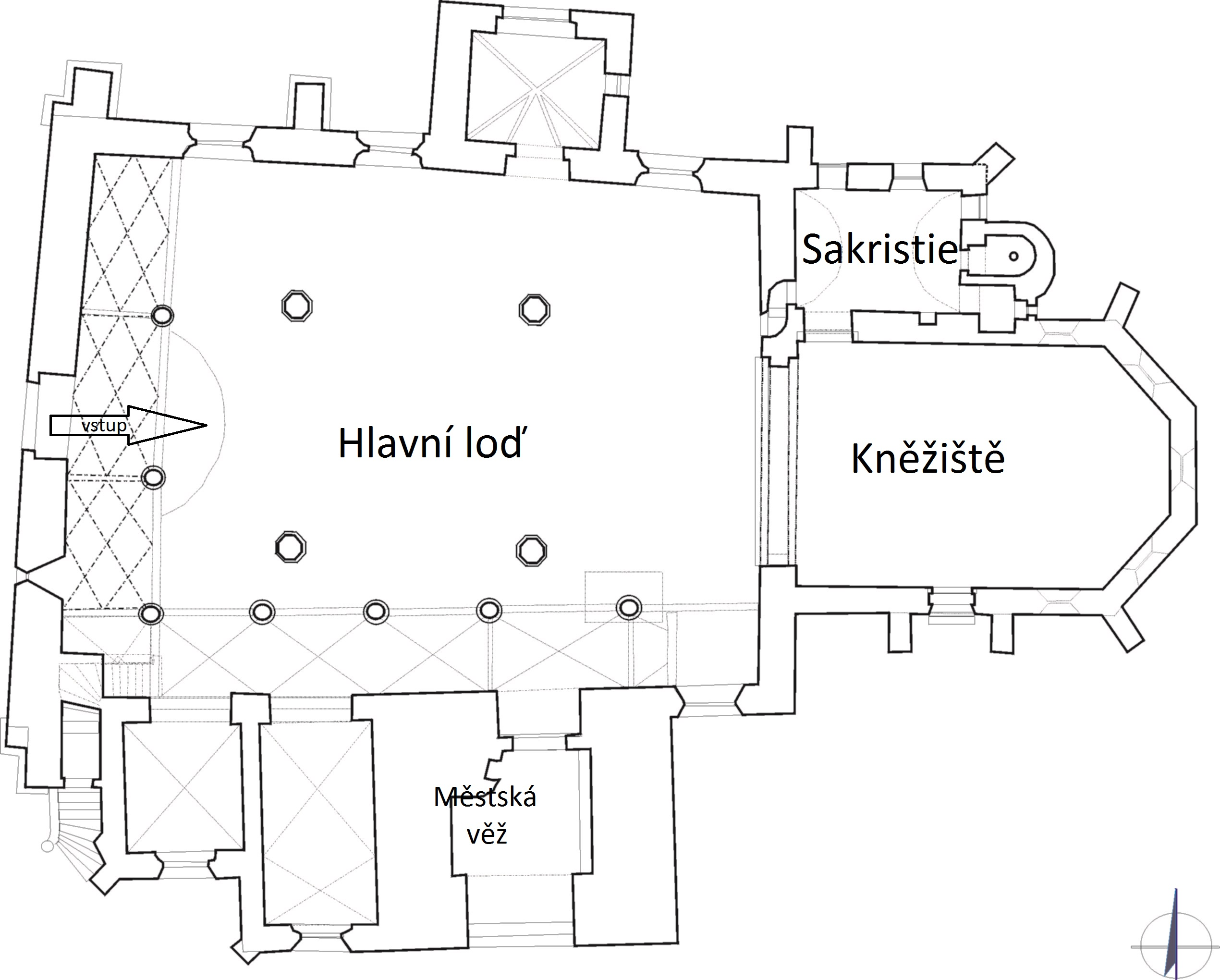
Půdorys kostela

 Kostel Nanebevzetí Panny Marie  je gotická stavba stojící v centru města Chomutov, které již od svého vzniku těžilo ze své polohy jakožto významné město na obchodní stezce z Čech do Saska. První písemná zpráva o farním kostele v Chomutově pochází z roku 1330, z té doby je zachováno zdivo kněžiště a sakristie. Současná podoba vznikla na začátku 16. století. Je chráněn jako kulturní památka České republiky.

## Poloha
Kostel se nachází uprostřed historického jádra města, severně od ulicového náměstí 1. Máje. Děkanský kostel uzavírá severozápadní stranu náměstí. Naproti leží kostel sv. Kateřiny. Západně od kostela je umístěna budova děkanství a staré městské školy.

## Historie
První zmínka o kostele pochází z roku 1330, kdy je datována listina potvrzující obročí, které vystavil Jan XXII. pro Konráda Hrdoně, rektora farního kostela v Chomutově („Conrado Hrdony, rectori parochialis ecclesiae in Chomutov“).

### Šestnácté století
Do roku 1488 patřilo podací právo řádu německých rytířů, následně Veitmilům a později Lobkovicům. Roku 1516 páni z Veitmile iniciovali přestavbu kostela, pod vedením kamenického mistra Josefa Schremla (je znám ze sjezdu kameníků v Annabergu roku 1518) a položili základy dnešnímu vzhledu stavby. Do roku 1531 byl kostel obklopen hřbitovem (u nově přemístěného hřbitovu vzniklo předměstí Hřbitovní). Hlavní trojlodí zaklenul roku 1539 mistr Jakub Hans, 1542 byla postavena západní hudební kruchta. Jižní tribuna byla dokončena až 1585 (znak Bohuslava Jáchyma Hasištejnského z Lobkovic a Anny z Redernu na arkýři tribuny). Presbytář a kaple na jižní straně je z poslední čtvrtiny 16. století.
Městská věž přiléhající k jižní straně lodi kostela byla vystavěna po roce 1525. Roku 1598 kostel vyhořel a byl následně obnoven. Zároveň byla městská věž zvýšena o jedno patro a nově zastřešena (1613–1614) z prostředků odkazu závěti Friedricha Collina.

### Sedmnácté století
Presbytář byl nově sklenut po roce 1625 a zároveň byly provedeny opravy krovu a střešní krytiny. Roku 1632 kostel vyloupili Sasové, 1639 a 1643 byl poškozen Švédy. Následné opravy byly prováděny mezi léty 1641 až 1649. Roku 1699 byl snesen západní hlavní renesanční štít.

### Od osmnáctého století
Celková oprava kostela proběhla v roce 1723 a mezi léty 1873–1874, v té době proběhla regotizace věže, byla vybudována dnešní střecha věže a byly montovány nové barevné vitráže v presbytériu kostela. Hřbitov kolem kostela byl definitivně zrušen roku 1810. Roku 1899 byl kostel úředně uzavřen pro havarijní stav zdí a kleneb (roztržení) – hrozilo zřícení kostela. V letech 1905–1915 probíhala rozsáhlá rekonstrukce stavby podle plánů arch. Gerstla při níž byl vyzděn pseudorenesanční západní štít, vyzdvižen nový příhradový krov nad trojlodím a byly přistavěny nové cihelné a kvádrové opěráky. Slavnostní vysvěcení a znovuotevření kostela proběhlo 15. srpna 1915.
Věž byla kompletně rekonstruována v letech 1984–1989. U její paty stojí socha svatého Floriána, která byla původně umístěna na vodní nádrži před kostelem svatého Ignáce. V roce 1998 byl nově vymalován interiér. V současné době stav kostela není ideální a čeká na dílčí rekonstrukce.

## Architektura
Kostel je utvářen třemi základními hmotovými prvky – trojlodní síní, kněžištěm (presbyterium, presbytář) a sakristii. K těmto částem přiléhají kaple svatého Antonína, kaple Křestní, hranolovitá Městská věž a obdélná patrová předsíň na severní straně. Tyto prvky tvoří kostel poměrně členitým.

### Interiér
Hlavní trojlodí je rozděleno dvěma řadami osmibokých pilířů s patkami členěnými výrazným oblounem a je sklenuto jak v hlavní, tak i v bočních lodích síťovou klenbou. Střední loď je mírně převýšena. Síťová klenba je tvořena žebry s dvojím jednoduchým vyžlabením, které se v pozdní gotice začalo mnohdy opět využívat.
Vítězný oblouk, který předěluje hlavní síň a presbytář je hrotitý, podepřený hrotitým pasem. Zajímavostí je, že presbyterium je mírně odsazené z osy k jihu. K presbyteriu přiléhající sakristie je zaklenuta křížovou klenbou bez žeber. Samotné kněžiště je zaklenuto valenou klenbou, jejíž čtyři trojúhelné výseče jsou na hranách zdobeny hřebínky vyrobenými ze štuku.
Západní raně renesanční kruchta z roku 1542 je umístěna tradičně naproti hlavnímu oltáři, podepírána třemi klasicizujícími kanelovanými sloupy a podklenuta žebrovou hvězdovou klenbou s náročně členěnými svorníky vyobrazující na jižní straně znak města Chomutov s datem 1605, kdy se stalo městem královským a při vstupu erb pánů z Veitmile.
Na jižní straně síně je situována čistě renesanční tribuna (viz četná data) se šlechtickým balkonem bohatě členěným a doplněným figurální a zejména dekorativní kamennou výzdobou. Tribuna je podklenuta křížově bez žeber, v cviklech jsou figurální malby datovány k roku 1641, odkryty později v roce 1874, na parapetu jsou obrazy 14 svatých pomocníků, malovaných na plechu J. B. Sternenfelsem z roku 1875. Severně přiléhající dvoupodlažní předsíň je klenuta síťovou žebrovou klenbou.

### Exteriér
Městská věž v přízemí ukrývá jeden pozoruhodný prvek a to sklípkovou klenbu v přízemí. Ta je vynesena na kamenných konzolách a vytváří vzorec osmiboké hvězdice. V rohu předsíně je umístěno točité vřetenové schodiště vedoucí do patra věže, zaklenuté sklípkovou klenbou se síťovým vzorem. Tento typ klenby se v kostele vyskytuje ještě jednou, a to nad podestou schodiště vedoucí na západní kruchtu. Vznik těchto kleneb se přičítá staviteli kostela Josefu Schremlovi. Další pozoruhodnou stavbou je dům čp. 9 na náměstí 1. Máje opatřenou taktéž tímto architektonickým prvkem.
Střecha chránící hlavní loď je sedlového typu, opírajíc se o dvojici zděných štítů. Na poměry kostela je vysoká a masivní. Krytinu tvoří soudobé vlnovky. Střecha presbyteria je taktéž sedlová, ale nižší. Hřebenem střechy prorůstá osmiboká sanktusová vížka s lucernou, zakončenou cibulí se špicí. Střecha nad sakristií je valbového typu.
Hlavní síň osvětlují na západní straně dvě bočně umístěná okna ve tvaru kvadrilob se středním pozdně gotickým oknem s kružbou, na jižní straně to je typické okno pro pozdní gotiku s opakující se kružbou a dvě okna ve dvojici bočních kaplí. V oknech jsou novodobé skleněné vitráže v olověných páscích. Pozoruhodný prvek je zakončení okna ve  zpovědní kapli, které je provedeno plastickou postavou s vysokou špičatou čepicí, suplující prvek fiály.

## Vybavení interiéru
Hlavní oltář je barokní, vyhotoven v roce 1723 J. K. Vetterem. Je zdoben sloupovou architekturou se čtyřmi korintizujícími kanelovanými sloupy, mezi nimiž se nachází sochy sv. Petra a Pavla. Uprostřed v nice je pozdně gotická socha Madony vyhotovená přibližně kolem roku 1500. V nástavci je sousoší Nejsvětější Trojice. Boční oltáře jsou z téže doby, jedná se o oltář sv. Anny (sloupový s novodobým obrazem sv. Anny a sochami dvou světic) a oltář Panny Marie (sloupový se sochami sv. Václava a sv. Jana Nepomuckého a obrazem Panny Marie).
V Křestní kapli se nachází oltář Dětství Ježíšova z roku 1700 s bohatě řezaným akantovým rámem. Oltář sv. Antonína Paduánského v kapli téhož zasvěcení je taktéž barokní (1760). Kazatelna je ze 17. století, upravována roku 1728 a štafírována J. J. Fahrenschonem.

## Galerie

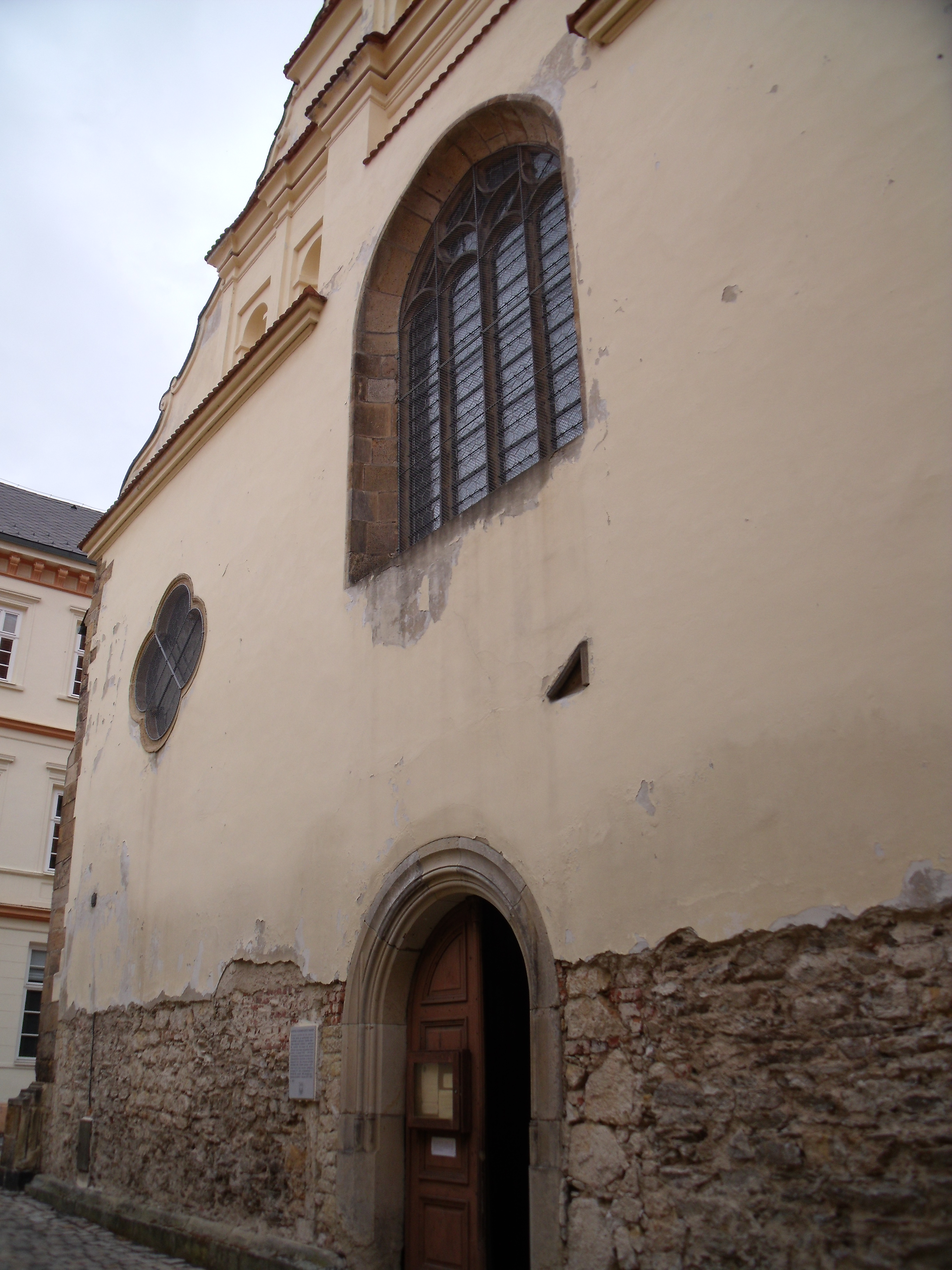
Západní štít
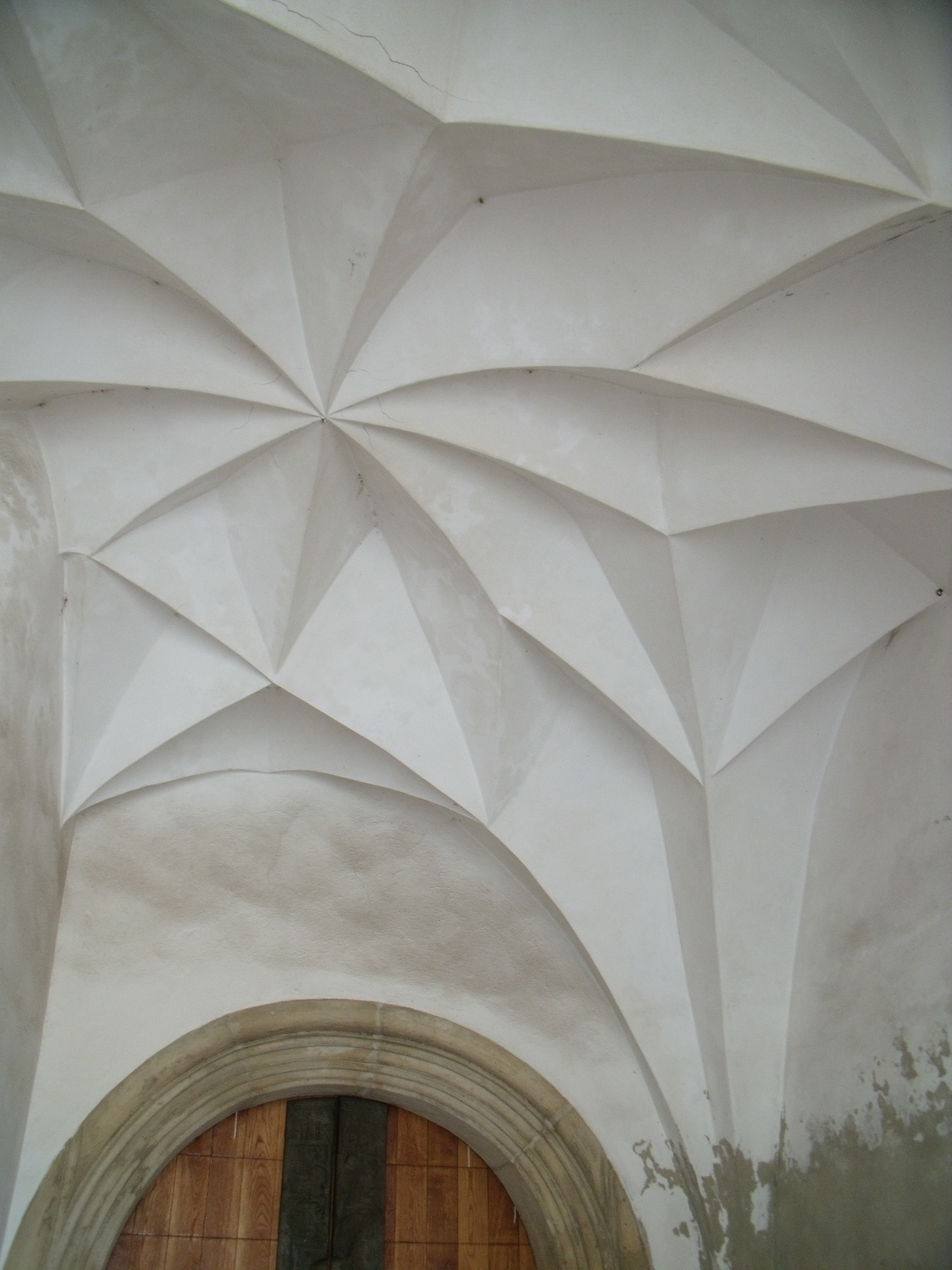
Sklípková klenba v podvěží Městské věže
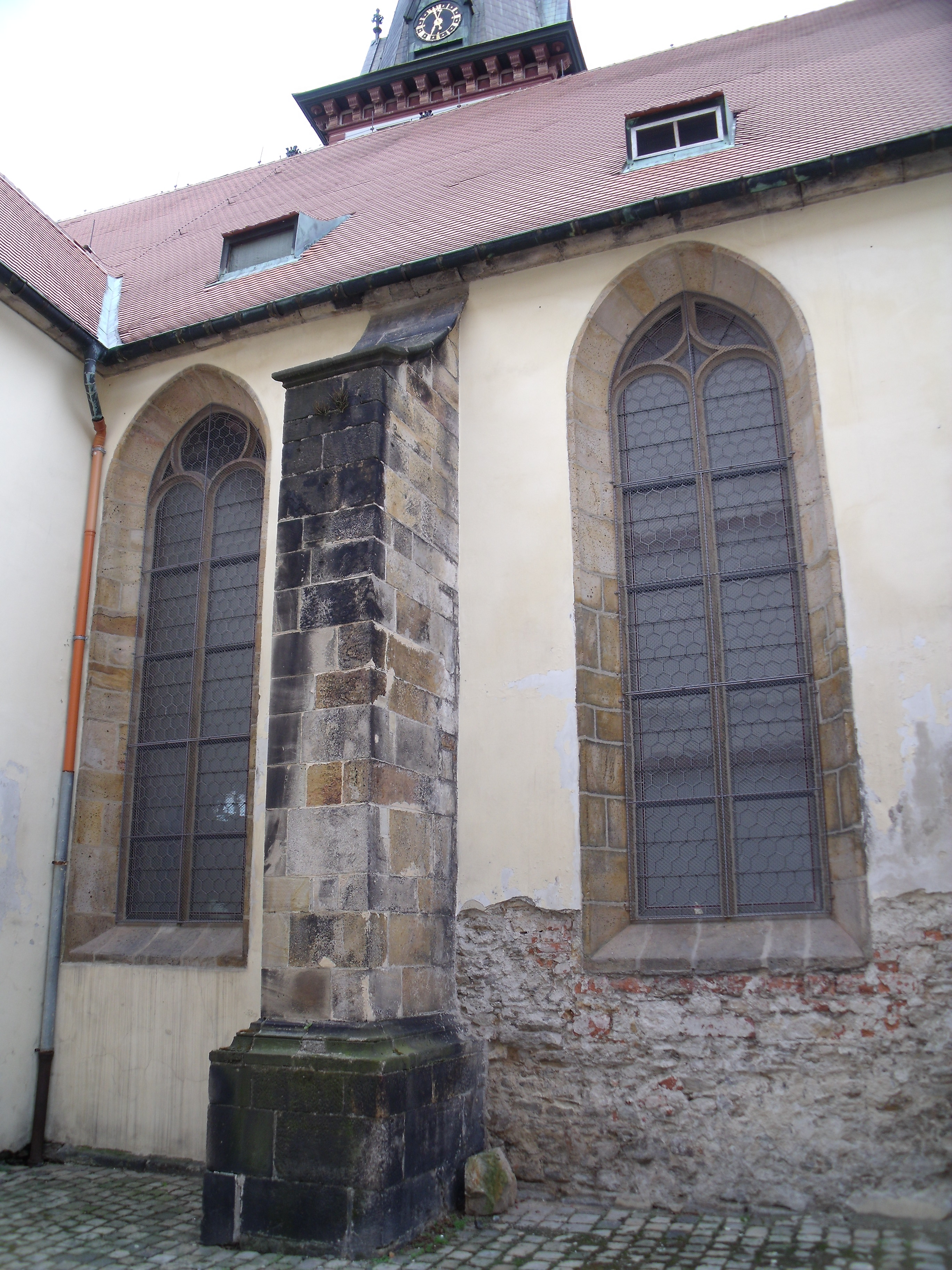
Okna s opěrákem
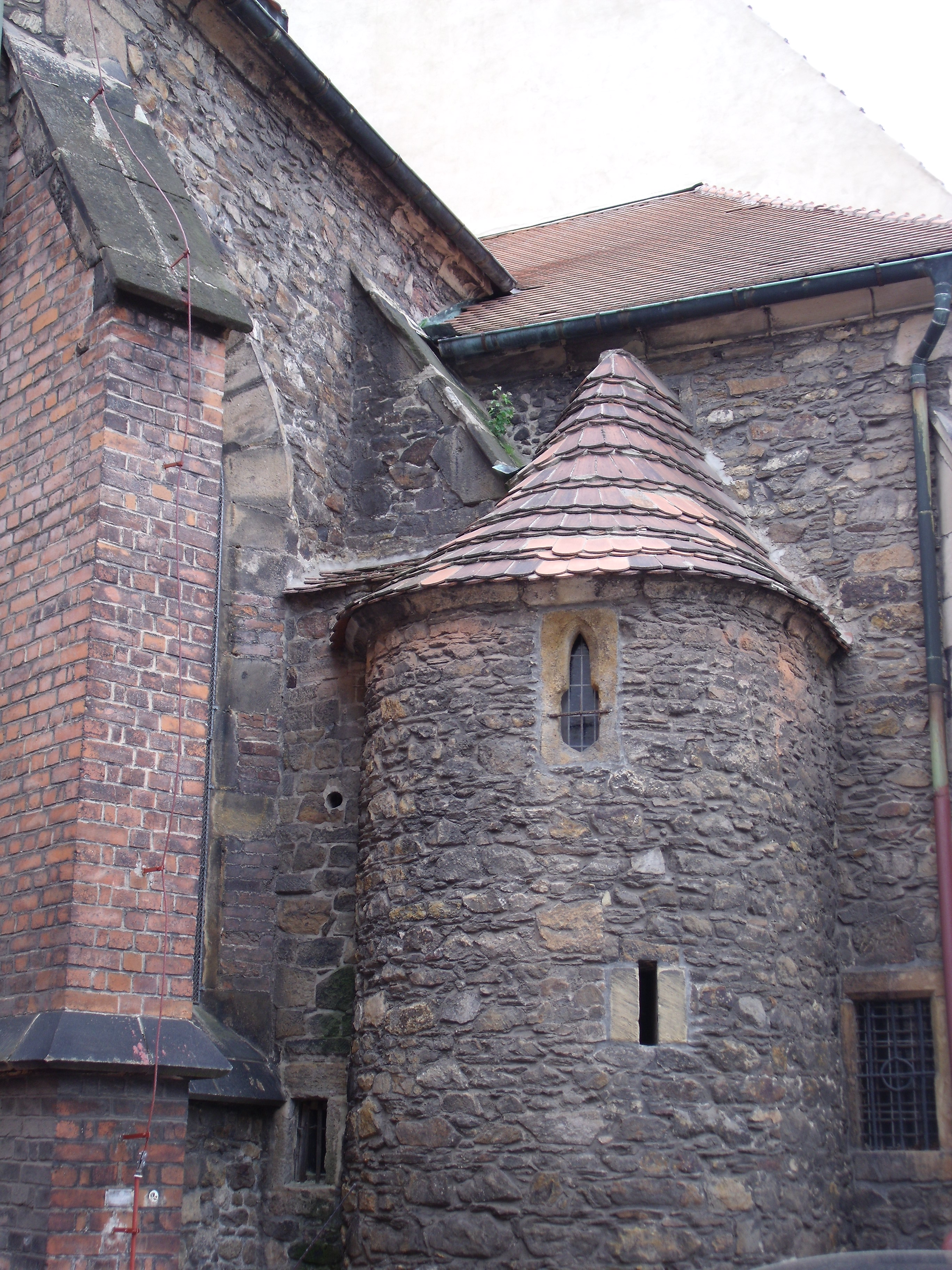
Schodiště spojující sakristii s depozitářem
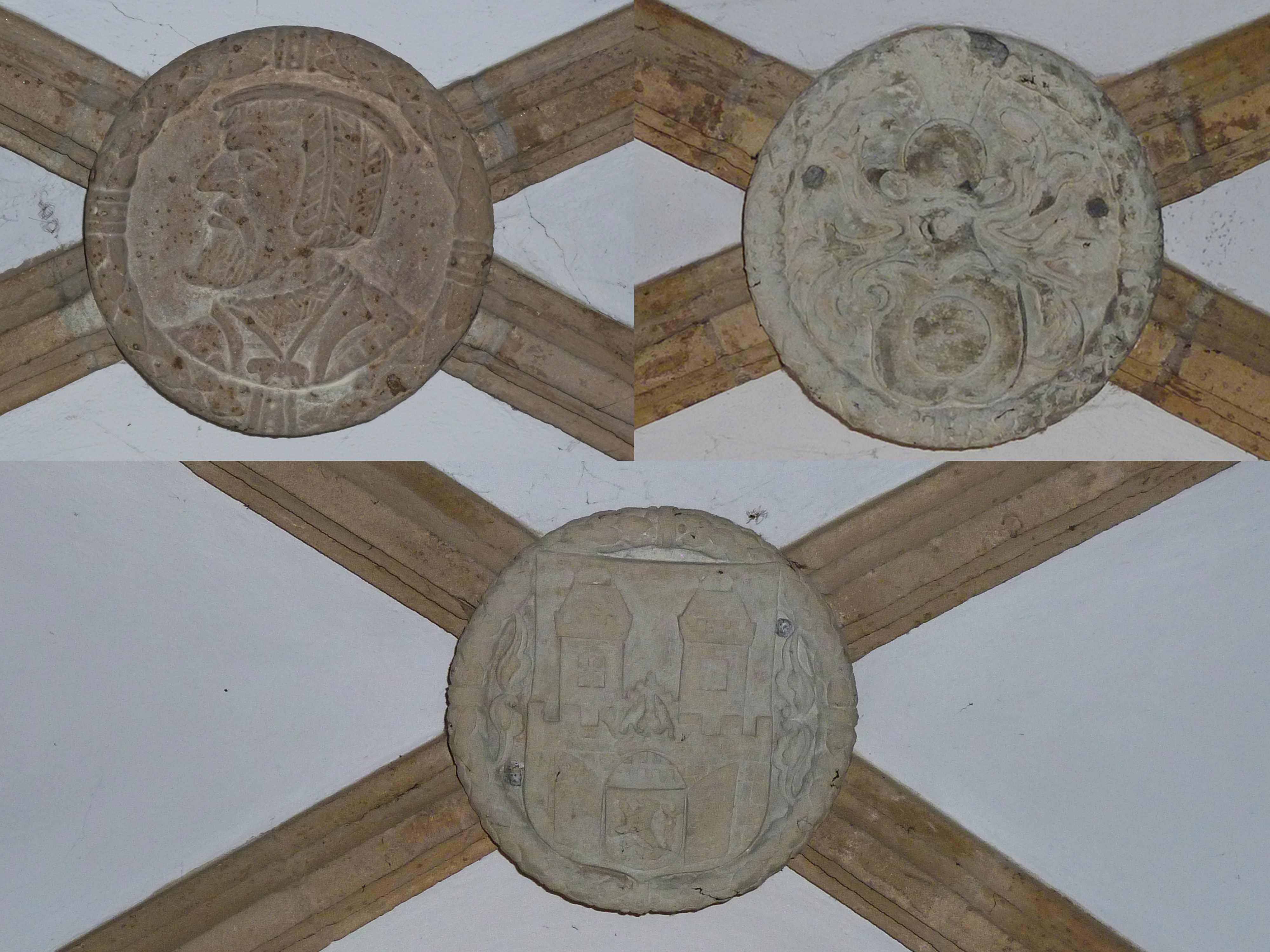
Detaily klenebních svorníků
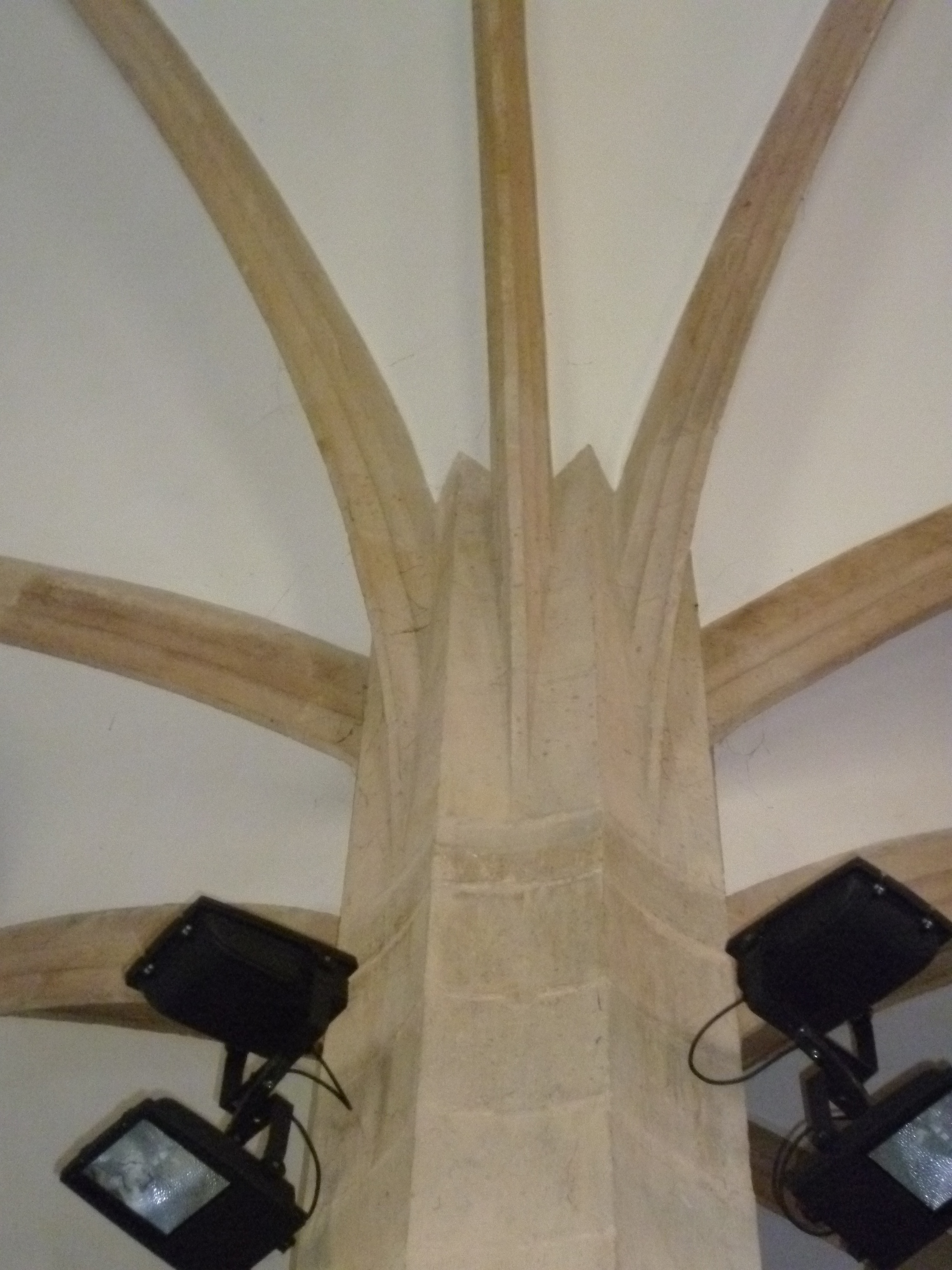
Interiér kostela
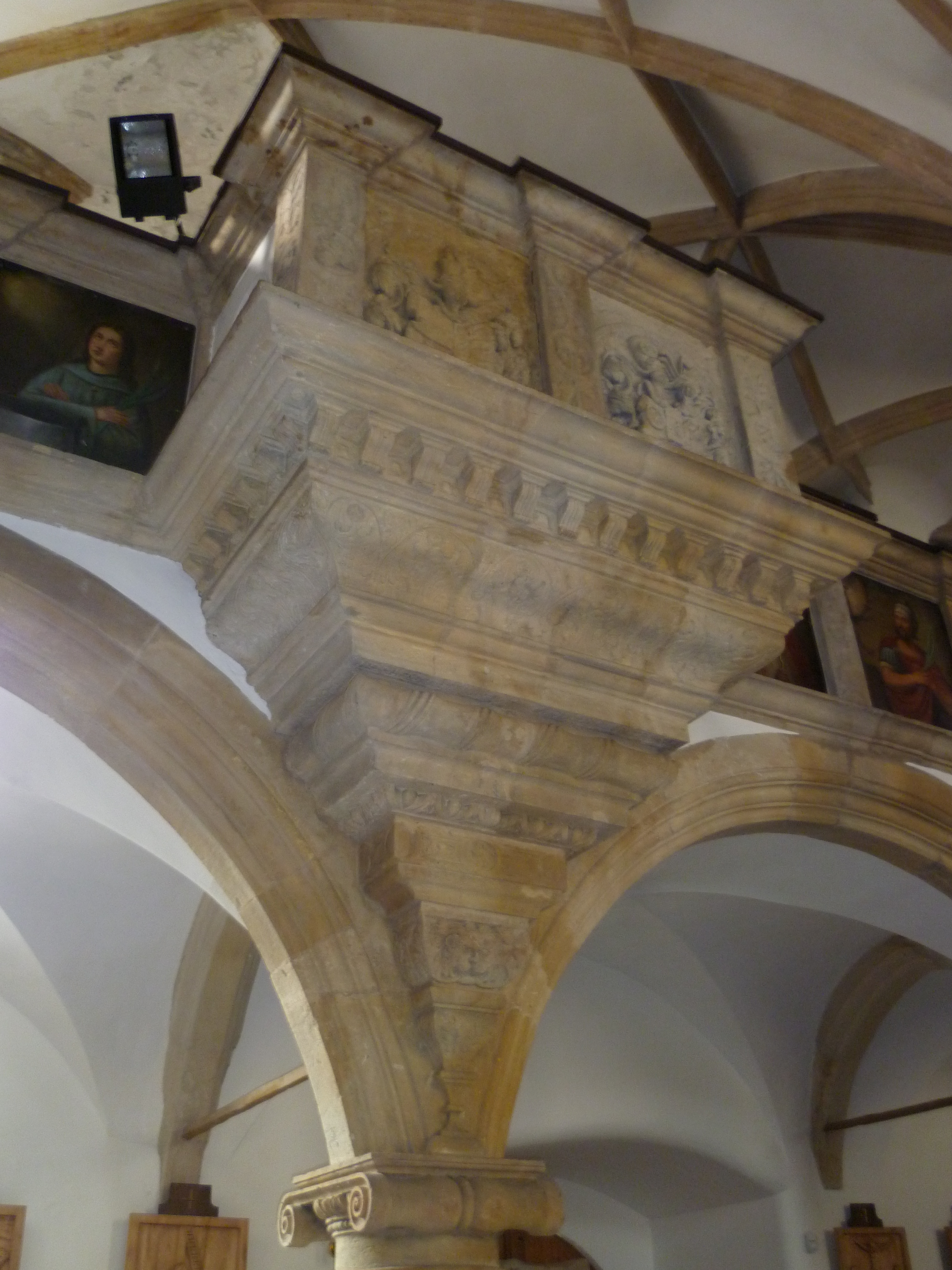
Interiér kostela
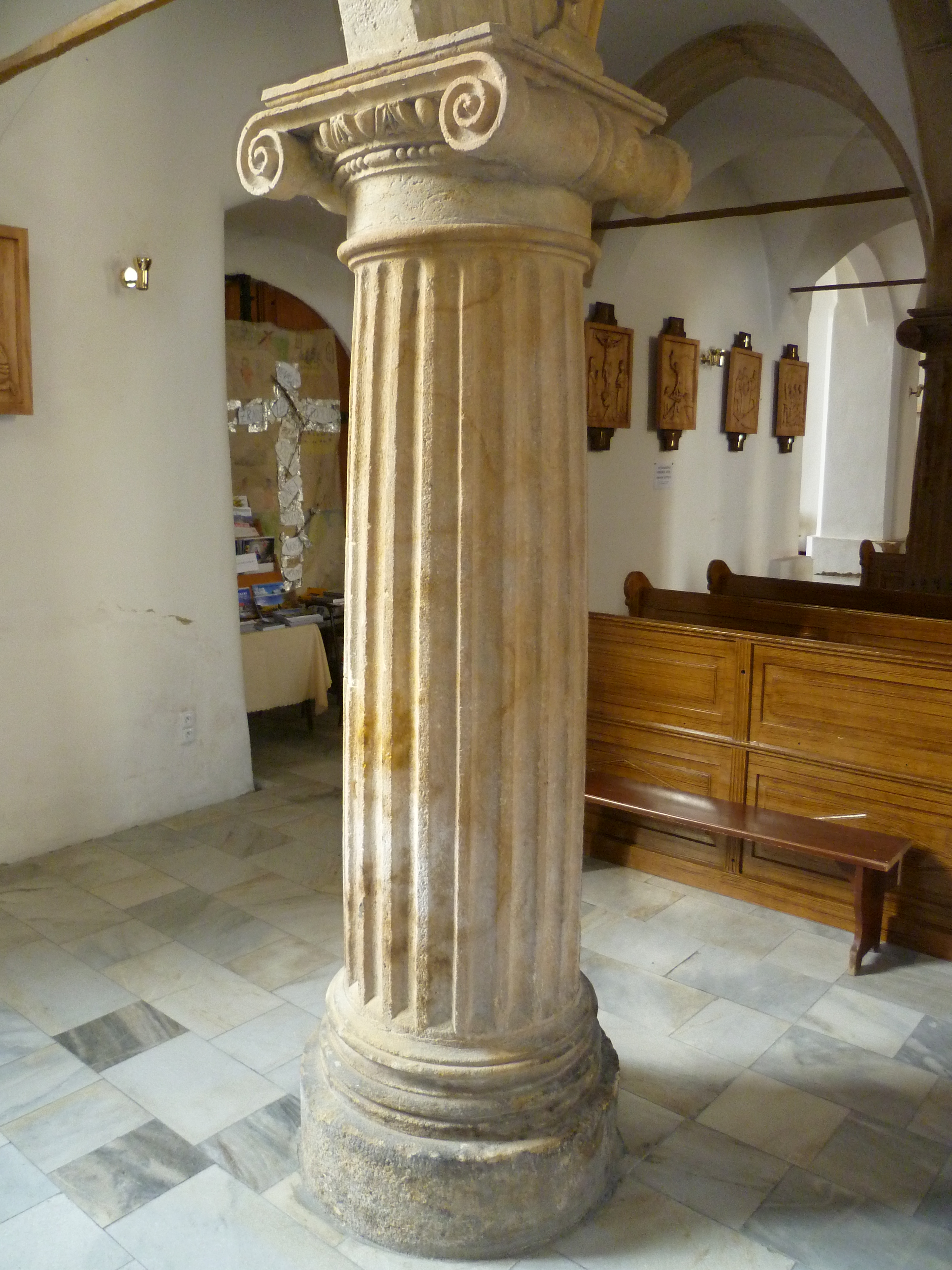
Interiér kostela
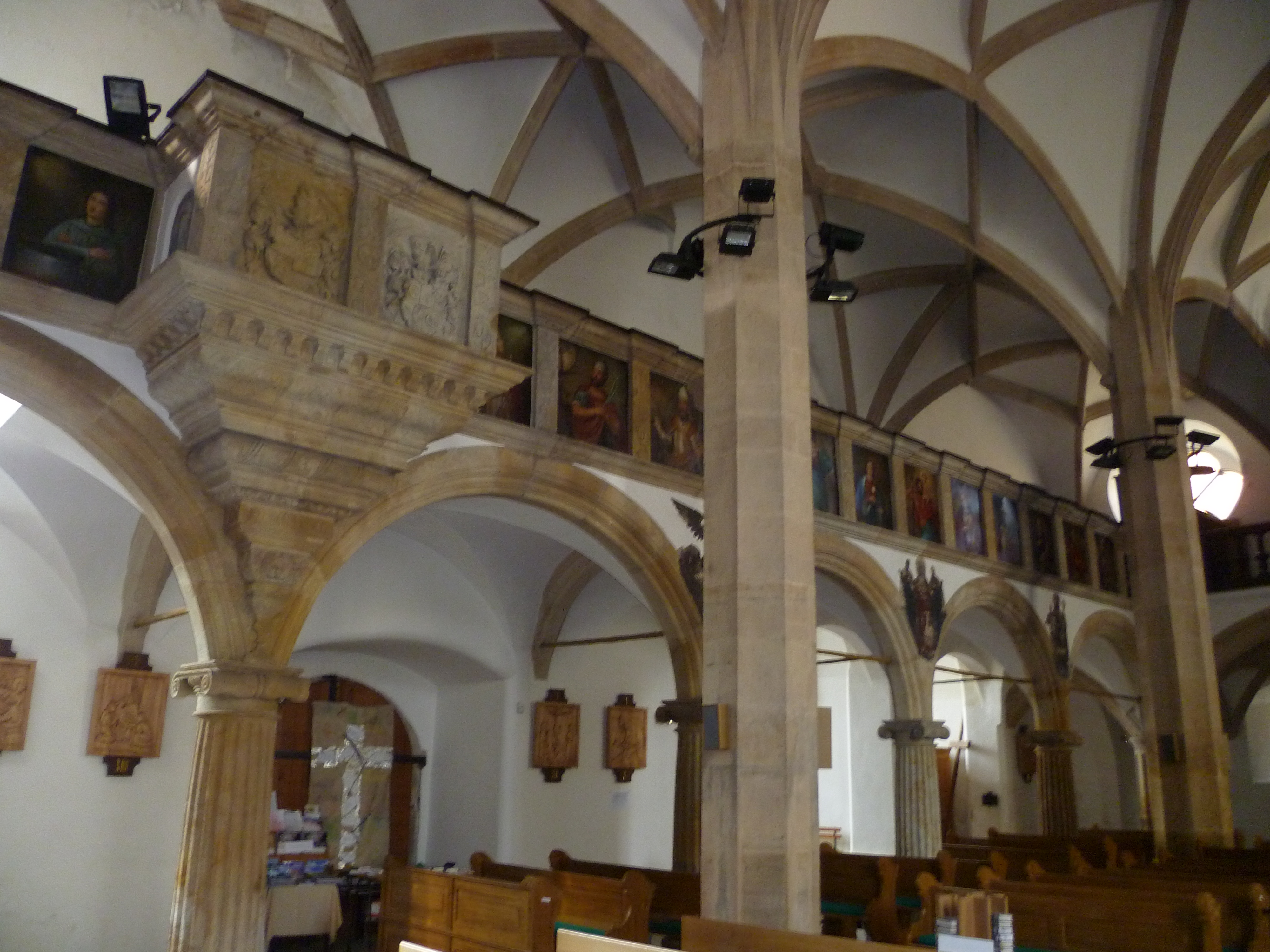
Interiér kostela
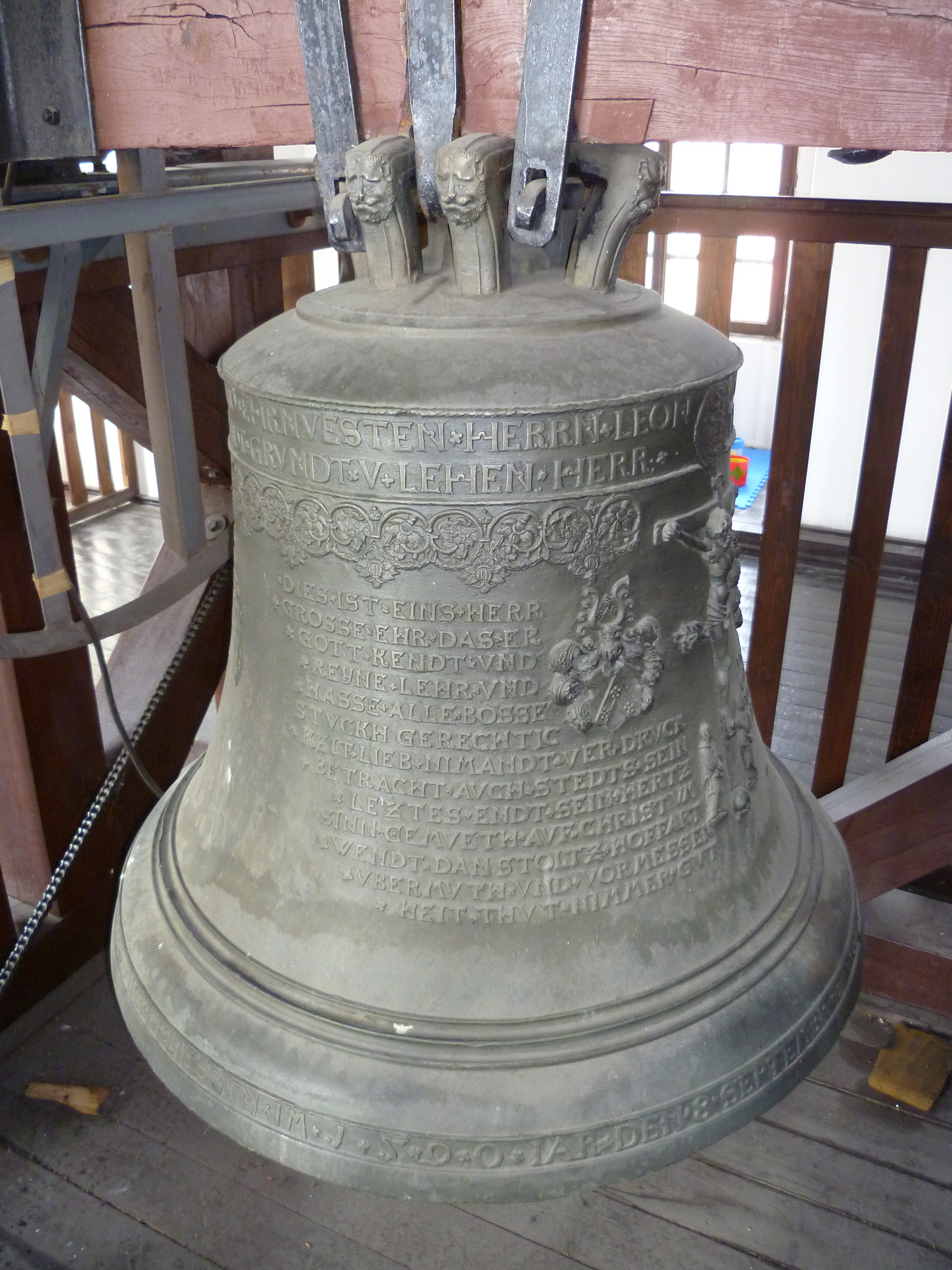
Zvon v městské věži